# Chrysolina cuprina
Chrysolina cuprina é uma espécie de artrópode pertencente à família Chrysomelidae.